# Neubourg-sur-le-Danube
Pour les articles homonymes, voir Neubourg.
Neubourg-sur-le-Danube (en allemand : Neuburg an der Donau) est une ville d'Allemagne, située dans l'arrondissement de Neuburg-Schrobenhausen, en Bavière. Sa population s'élevait à 29 830 habitants en 2021.

## Géographie
Neuburg an der Donau est située à 47 km au nord-nord-est d'Augsbourg, sur la rive droite du Danube.

## Histoire
| Appartenances historiques Duché de Bavière 907–1255 Duché de Haute-Bavière 1255–1353 Duché de Bavière-Landshut 1353-1392 Duché de Bavière-Ingolstadt 1392-1447 Duché de Bavière-Landshut 1447-1505 Duché de Palatinat-Neubourg 1505–1808 Royaume de Bavière 1808–1871 Empire allemand 1871-1918 République de Weimar 1918–1933 Reich allemand 1933–1945 Allemagne occupée 1945–1949 Allemagne de l'Ouest 1949–1990 Allemagne 1990-présent |

Capitale du duché de Palatinat-Neubourg (créé à la suite de la guerre de succession de Landshut) de 1505 à 1808, les souverains de Neubourg devinrent par héritage Électeur palatins en 1685. Leurs successeurs acquirent l'Électorat de Bavière en 1777 puis furent élevés à la dignité royale par Napoléon Ier en 1805. 
De cette branche de la Maison de Wittelsbach sont issues entre autres l'impératrice Éléonore-Madeleine, François-Louis de Palatinat-Neubourg, archevêque-électeur de Trêves puis de Mayence, la reine Marie-Sophie de Portugal, la reine d'Espagne Marie-Anne de Neubourg (héroïne du Ruy Blas de Victor Hugo).
Ville jadis forte, souvent prise et reprise :
- en 1623, par Jean t'Serclaes, comte de Tilly à la tête des Bavarois ;
- en 1744, par les Autrichiens[2] ;
- Le 28 juin 1800, la bataille de Neubourg entre les troupes françaises et autrichiennes[3].

## Culture

### Religion

#### Couvent et monastère
Neubourg-sur-le-Danube possédait un couvent dont certaines parties existent encore aujourd'hui. Au cœur de Neubourg, on retrouve le couvent de nonnes bénédictines de Bergen, qui date de l'an 976 et qui sera en 1002 fusionné avec le couvent de Neubourg. Plus tard, c'est à cet endroit-là qu'un collège jésuite sera érigé. On y retrouve aujourd'hui l'institut Maria Ward.
D'autres couvents ont pu voir le jour à Neubourg-sur-le-Danube : le couvent des Ursulines St-Maria, qui fut bâti entre 1698 et 1701, puis fermé en 1813, ainsi que le couvent St-Elisabeth et sa clinique, qui existent encore à ce jour.

#### Églises
On compte plusieurs églises à Neubourg-sur-le-Danube : l'Eglise St-Pierre, l'Eglise St-Ulrich, l'Eglise du Saint Esprit, l'Eglise apostolique.

### Monuments profanes
Le Château de Neubourg fut bâti au XIIIe siècle. Quelques siècles plus tard, le château subit des changements pour finir par être un château de la Renaissance. Quelques changements furent une dernière fois entreprit à l'époque baroque.
L'hôtel de ville fut construit entre 1603 et 1609.
La bibliothèque nationale et la bibliothèque locale comptent aussi parmi les monuments de la ville.

### Politique
Lors des élections communales du 16 mars 2014, la CSU sortit premier avec 45,5% des voix.
Bernhard Gmehling (CSU) devint en 2002 maire de Neubourg-sur-le-Danube et fut confirmé aux élections de 2008, 2014 et 2020. Son prédécesseur était Hans Günter Huniar (du parti indépendant Freie Wähler), qui était en fonction depuis 1984.

## Jumelages
- Sète (France) depuis 1986
- Vidnava (Tchéquie) depuis 2000

## Personnalités nées dans la commune
- Doris Schröder-Köpf, journaliste et épouse de Gerhard Schröder